# 아메리칸사모아 국가 올림픽 위원회
아메리칸사모아 국가 올림픽 위원회(영어: American Samoa National Olympic Committee)는 아메리칸사모아를 대표하는 국가 올림픽 위원회이다. IOC 코드는 ASA이다. 본부는 팡오팡오에 있으며 오세아니아 국가 올림픽 위원회에 소속되어 있다.
1987년에 설립되었으며 같은 해에 국제 올림픽 위원회의 승인을 받았다. 올림픽, 퍼시픽 게임을 비롯한 국제 스포츠 대회에 참가하는 아메리칸사모아의 선수들을 대표한다.

## 같이 보기
- 올림픽 아메리칸사모아 선수단